# فافور أوفيلي
فافور تشوكوكا أوفيلي (من مواليد 31 ديسمبر 2002) هي عداءة نيجيرية في ألعاب القوى متخصص في سباقات السرعة يتنافس في سباقات 100 متر وسباق 200 متر وسباق 4 × 100 متر تتابع. شاركت أوفيلي لأول مرة في الأولمبياد ضمن سباق 200 متر سيدات في 4 أغسطس 2024 في دورة الألعاب الأولمبية الصيفية 2024 في باريس. وفي سباق 200 متر سيدات، حافظت على مكانها بين أفضل ثلاثة في التصفيات التمهيدية ونصف النهائية، واحتلت المركز السادس في النهائي في أول مشاركة أولمبية.
كان من المفترض أن تشارك أوفيلي في سباق 100 متر، ولكن بسبب أخطاء إدارية من قبل الاتحاد النيجيري لألعاب القوى، لم يتم تقديم اسمها ولم تتمكن من المشاركة. بعد تحقيق أُجري بعد الألعاب، أُوصي بتعويض أوفيلي بمبلغ 8,000,000 نيرة نيجيرية عن "خيبة الأمل والاكتئاب التي عانت منها بسبب استبعادها من الحدث". بعد الألعاب الأولمبية، اتهم الاتحاد النيجيري لألعاب القوى اللاعبة أوفيلي بأنها رياضية خراجة عن السيطرة عليها بعد انتشار شائعات على الإنترنت حول تغيير جنسيتها.
حصلت على الميدالية الفضية في دورة الألعاب الأفريقية 2019 في سباق 400 متر. وفازت أوفيلي بالميدالية الفضية في سباق 200 متر ضمن منافسات ألعاب القوى في دورة ألعاب الكومنولث 2022. وكانت صاحبة الميدالية البرونزية في بطولة العالم لألعاب القوى 2021 تحت 20 عامًا في سباق 200 متر. أوفيلي هي حاملة الرقم القياسي الأفريقي داخل الصالات في هذا الحدث وتحمل الرقم القياسي النيجيري (أيضًا على مستوى تحت 20 عامًا) بزمن قدره 21.96 ثانية، مما يجعلها أول امرأة نيجيرية في التاريخ (وثاني امرأة أفريقية) تكسر حاجز 22 ثانية. كما ركضت 10.93 ثانية في سباق 100 متر في أبريل 2022، لتصبح أول رياضية في الرابطة الوطنية لرياضة الجامعات تجري أقل من 11 ثانية وأقل من 22 ثانية.

## روابط خارجية
- فافور أوفيلي في اللجنة الأولمبية الدولية
- فافور أوفيلي على إنستغرام